# Діаметральна площина

Головні розміри судна. Діаметральна площина позначена ℄

Діаметра́льна площина́ — у теорії корабля вертикальна поздовжня площина симетрії теоретичної поверхні корпусу судна. Діаметральна площина проходить через всю довжину судна і поділяє його на дві симетричні частини. Входить у число головних точок, ліній і площин теоретичного кресленика. Задає напрям для відліку горизонтальних кутів у системі координат, що прив'язана до судна.
У діаметральній площині лежать поздовжня вісь (X, вона ж основна лінія) та вертикальна вісь (Z) тієї ж системи координат. Англомовним еквівалентом діаметральної площини є термін англ. center line або скорочено CL чи ℄.
Перетин корпусу діаметральною площиною дає уяву про форму палубної і кільової ліній і про обриси носової (форштевня) та кормової (ахтерштевня) частин.

## Палубна лінія
У більшості морських суден палубна лінія має вигляд плавної кривої з підйомом від середини до носа та до корми і утворює сідлоподібну форму палуби (сідлуватість). Така форма зменшує ймовірність заливання палуби при плаванні в умовах хвиль і забезпечує непотоплюваність при затопленні носової та кормової частин судна. Річкові та високобортні морські судна зазвичай будуються з горизонтальною палубною лінією.

## Кільова лінія
Кільова лінія може бути горизонтальною (у більшості суден), похилою у бік носа або корми (конструктивний диферент на ніс або на корму) та криволінійною. Горизонтальна кільова лінія зручна при постановці судна в док, забезпечує найраціональніше використання обмеженої глибини портів, річок і каналів. Конструктивний диферент на корму надається промисловим суднам для полегшення буксирування трала, а також судам інших типів, коли необхідно поліпшити повороткість і захистити гребні гвинти при посадці на мілину. Для поліпшення підходу води до гребних гвинтів у швидкохідних катерів застосовується іноді конструктивний диферент на ніс. Спортивні катери з розвиненим режимом глісування можуть мати кільову лінію з декількома уступами — реданами. Криволінійна кільова лінія застосовується тільки у суден спеціальних типів, наприклад у кільових вітрильних яхт, катерів чи підводних апаратів і обумовлюється конструктивними та експлуатаційними особливостями цих суден.

## Форма носової частини
За обрисами носової частини розрізняють:
- прямий форштевень;
- похилий форштевень;
- кліперський форштевень;
- криголамний форштевень;
- бульбоподібний форштевень.

## Форма кормової частини
Багато суден у надводній частині корми мають опуклі обриси, так звану крейсерську корму з втопленим у воду підзором. У підводної частини перед ахтерштевнем зазвичай розташований плавник, який забезпечує краще підтікання води до гребного гвинта.
Застарілою є звичайна корма з підзором — звисанням верхньої частини корми над водою, що конструктивно продовжує ахтерштевень. У поромів і суден з горизонтальною вантажообробкою підзор зрізується вертикальною або злегка похилою поперечною площиною — транцем, у туристських катерів нижня частина транця зазвичай занурена у воду. Корми промислових суден часто мають прямокутний виріз, до якого йде похила ділянка палуби. Конструкція у кормовій частині судна, утворена похилою ділянкою палуби і обмежувальними вертикальними поздовжніми перегородками називається сліп і призначена для піднімання з води на палубу знарядь для лову риби та невеликих суден.